# سيلفا غنبرادي
سيلفا غنبرادي (بالألبانية: Silva Gunbardhi) (مواليد 1980) هي مُغنية ألبانية، اشتُهرت بأغنية Të ka lali shpirt التي أنتجت سنة 2013.